# Georges Bizet
« Bizet » redirige ici. Pour les autres significations, voir Bizet (homonymie).
Œuvres principales
- Carmen
- Symphonie en ut majeur
- L’Arlésienne – Suites nos 1 et 2
- Jeux d'enfants
- Les Pêcheurs de perles

Alexandre-César-Léopold Bizet, plus connu sous le nom de Georges Bizet, est un compositeur français né le 25 octobre 1838 à Paris, et mort le 3 juin 1875 à Bougival (Seine-et-Oise). Il est un des compositeurs les plus connus de la période romantique. Il l'est surtout  pour ses opéras, dont le très populaire Carmen, et ses suites orchestrales, créés sur une courte période, puisqu'il meurt prématurément à l'âge de 36 ans.

## Biographie

### Musicien surdoué

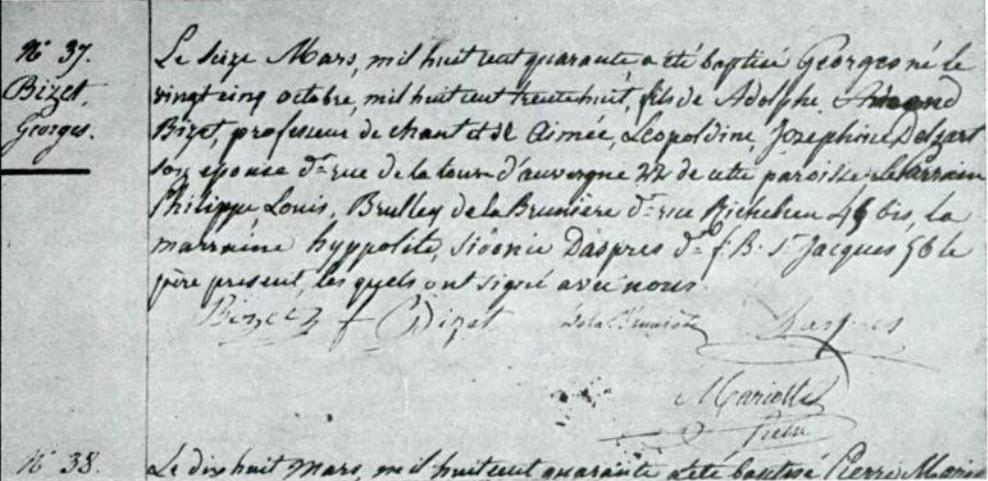
Acte de baptême de Georges Bizet en date du 16 mars 1840 en l'église Notre-Dame-de-Lorette de Paris.

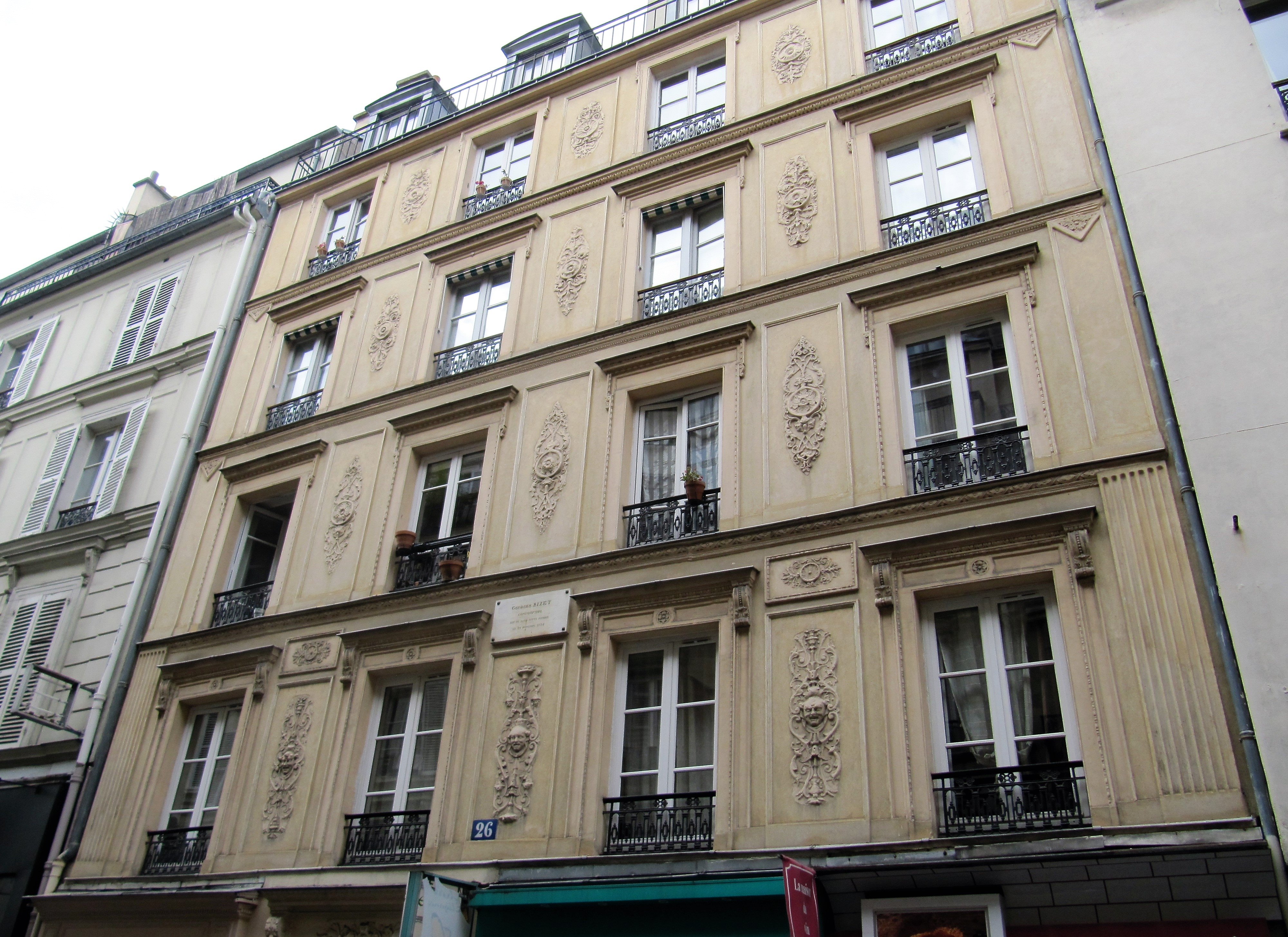
26, rue de la Tour d'Auvergne à Paris.

Alexandre César Léopold Bizet est né le 25 octobre 1838 au 26 rue de La Tour-d'Auvergne à Paris (ancien 2e arrondissement). Son père, Adolphe Armand Bizet, d'abord installé comme coiffeur et perruquier, s'est reconverti dans l'enseignement du chant en 1837. Sa mère, Aimée Marie Louise Léopoldine Joséphine Delsarte, pianiste, lui enseigne les premiers rudiments de l'instrument.
Son oncle François Delsarte, professeur de chant, spécialiste de Gluck, est célèbre dans l'Europe entière. L'opéra et le piano marquent donc d'emblée de leur empreinte le destin du jeune homme.
L'enfant est baptisé sous le prénom Georges le 16 mars 1840 en l'église Notre-Dame-de-Lorette à Paris, changement de prénom qui lui vaudra confusions et polémiques ; son parrain est Philippe Louis Brulley de la Brunière et sa marraine est Hyppolite Sidonie Daspres.
Georges, fils unique, montre très tôt des dons pour la musique et entre au Conservatoire de Paris à l'âge de neuf ans, dans la classe de piano d'Antoine François Marmontel. Il y obtiendra un premier prix de piano en 1851, puis un second prix en 1852. La même année, il entre dans la classe d'orgue de François Benoist.
En 1853, il entre dans la classe de composition de Fromental Halévy, auteur de nombreux opéras (dont La Juive) et qui a compté Charles Gounod parmi ses élèves. Le jeune Bizet obtient un premier prix d'orgue et de fugue en 1854, puis un second prix en 1855. Il travaille également avec Pierre Zimmermann, le prédécesseur de Marmontel au Conservatoire.
À l'automne 1855, âgé d'à peine dix-sept ans, il compose en un mois sa première symphonie, en ut majeur, œuvre d'une grande vivacité, inspirée par la Première Symphonie de Gounod, dont il vient de publier une version pour piano à quatre mains. Sa symphonie en ut n'a été redécouverte qu'en 1933 dans les archives du Conservatoire de Paris et n'a été créée que deux ans plus tard à Bâle,. 
En 1857, son opérette Le Docteur Miracle, créée le 9 avril 1857, remporte le premier prix du concours d'opérette. En 1857, à l'âge de dix-neuf ans, il remporte avec sa cantate Clovis et Clotilde le prix de Rome de composition musicale, prestigieux tremplin à cette époque pour une carrière de compositeur et dont la récompense est un séjour de trois ans à la villa Médicis.
Ce séjour en Italie loin de sa famille a une importance considérable dans la vie du jeune musicien, qui découvre le bonheur d'être libre, la beauté de Rome et de la nature qui l'entoure. Ce séjour heureux lui permet de s'épanouir et de s'affranchir des règles strictes imposées par l'école et par sa mère. Selon l'association Les Amis de Georges Bizet, « Le Bizet de Carmen est né en Italie. »
Pendant son séjour à l'Académie de France à Rome, il effectue les « envois » ordinaires :
- un opéra-bouffe en deux actes (1858-1859), Don Procopio, sur un livret de Carlo Cambiaggio ;
- une ouverture (1861), La Chasse d'Ossian ;
- un opéra-comique en un acte (1862), La Guzla de l'émir, sur un livret de Jules Barbier et Michel Carré.

### Vie matérielle et familiale difficile

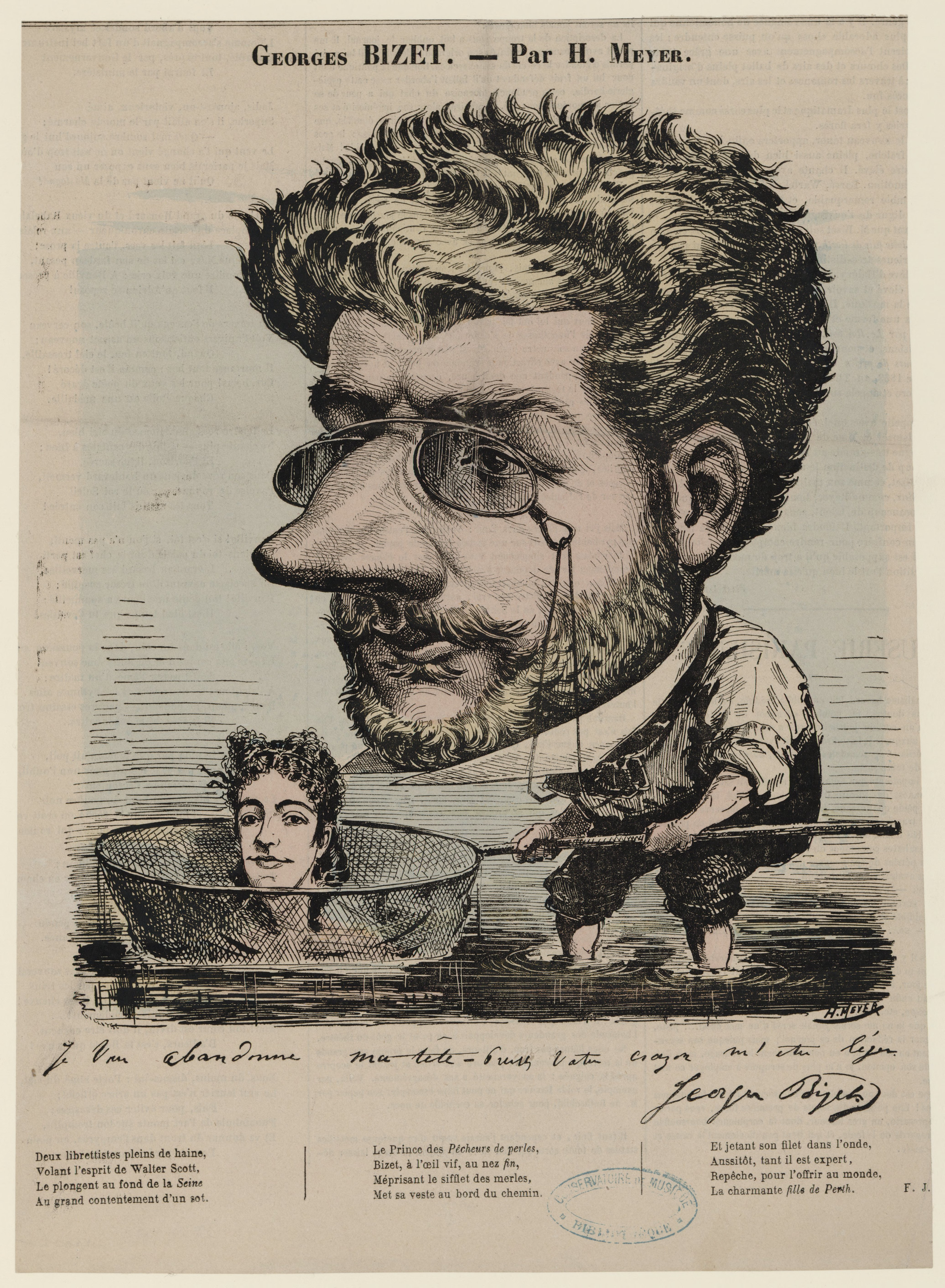
Caricature par Henri Meyer publiée dans Diogène (1867).

De retour en France, il se consacre à l'enseignement et à la composition. Il a à peine 25 ans, quand, en 1863, Léon Carvalho lui commande Les Pêcheurs de perles, sur un livret de Carré et Cormon, pour le Théâtre-Lyrique.
Berlioz, qui dit avoir apprécié « un nombre considérable de beaux morceaux expressifs pleins de feux et d'un riche coloris », en donne une critique très favorable dans le Journal des débats du 8 octobre 1863. Cette œuvre est donc un succès encourageant pour le jeune compositeur et connaîtra dix-huit représentations.
Pour honorer une commande, il compose en 1866 et fait jouer en 1867 La Jolie Fille de Perth, opéra en 4 actes sur un livret médiocre de J. H. V. de Saint-Georges et de J. Adenis, librement adapté du roman homonyme de Walter Scott.

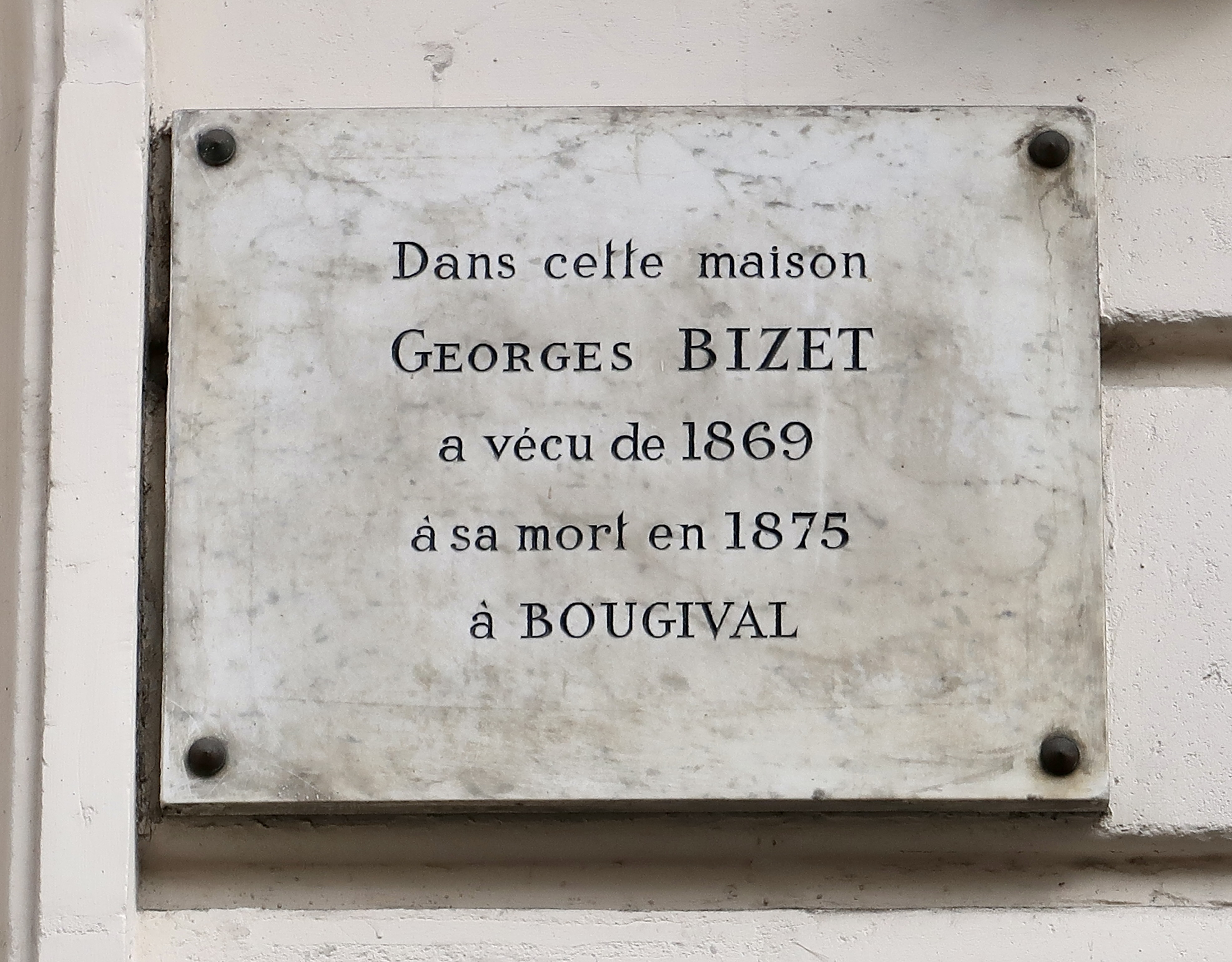
Plaque au 22 rue de Douai (hôtel Halévy) où Bizet débuta la composition de Carmen.

Il épouse le 3 juin 1869 Geneviève Halévy, fille de son professeur de composition, Fromental Halévy, mort sept ans plus tôt, et de Léonie Rodrigues-Henriques. Le jeune compositeur a 30 ans et la jeune femme vingt ans. Il entre ainsi par son mariage dans la famille Halévy, une grande famille juive, qui compte à cette époque dans la société française. Son beau-père avait été membre de l'Institut et secrétaire perpétuel de l'Académie des beaux-arts, tandis que Ludovic Halévy, le librettiste de talent qui composera, avec Henri Meilhac, le livret de Carmen, est le cousin germain de Geneviève.
Le jeune couple s'installe dans un hôtel particulier 22, rue de Douai au sein de la Nouvelle Athènes à Paris. Sa jeune épouse lui donne un fils, Jacques (1872-1922), qui comptera parmi les meilleurs amis de jeunesse de Proust.
Il réalise de nombreuses transcriptions pour piano d'œuvres lyriques à la mode pour le compte des éditeurs Choudens et Heugel. Pendant la guerre de 1870, il s'engage dans la Garde nationale, puis part pour Libourne. Il revient au Vésinet, auprès de son père, puis en 1871 à Paris, après la Commune. La même année, il tire une Petite suite d’orchestre, de ses Jeux d'enfants, pour piano à quatre mains. Elle sera créée le 2 mars 1873, au théâtre de l'Odéon, par Édouard Colonne. Djamileh est jouée la même année à l'Opéra-Comique mais est arrêtée après onze représentations.
Pour la pièce de théâtre L'Arlésienne d'Alphonse Daudet, il compose une musique de scène ; mais l'œuvre, jouée au théâtre du Vaudeville le 1er octobre 1872, est retirée de l'affiche après vingt représentations. Bizet extrait de sa musique une suite orchestrale qui, créée le mois suivant aux Concerts Pasdeloup, remportera un succès qui ne s'est jamais démenti depuis. Il l'adapte également pour piano à quatre mains. Patrie, pour orchestre est jouée fin 1872, par les Concerts Pasdeloup au cirque d'Hiver.
À l'image d'un Rossini, Bizet imaginait une vie matérielle confortable, une « vie de rentier », grâce à quelques succès rapides à l'Opéra-Comique qui ne se produisirent jamais. Les Pêcheurs de perles, La Jolie Fille de Perth, Djamileh, L'Arlésienne n'ont pas été de grands succès couronnés de nombreuses représentations. Sa vie a été dévorée par les travaux alimentaires pour les éditeurs et par les leçons de piano. « Je travaille à me crever… » — « Je mène une existence insensée… », écrit-il dans ses lettres.
Sa vie familiale n'est pas plus heureuse. Il ne peut pas partager ses difficultés et ses soucis avec sa jeune épouse Geneviève, nerveusement fragile et dont la coquetterie lui aurait inspiré l'héroïne de Carmen, selon le témoignage de son cousin Louis Ganderax. Le bonheur initial de leur mariage ne dure pas et, en janvier 1874, Geneviève le quitte pour aller vivre chez son cousin Ludovic Halévy, mais elle regagne le domicile conjugal six mois plus tard. Il y a alors des rumeurs de liaison entre lui et la cantatrice principale Célestine Galli-Marié, tandis que sa femme avait une liaison avec le pianiste Élie Delaborde,. Son fils Jacques n'aura que trois ans à sa mort.

### Carmen, mort de Bizet

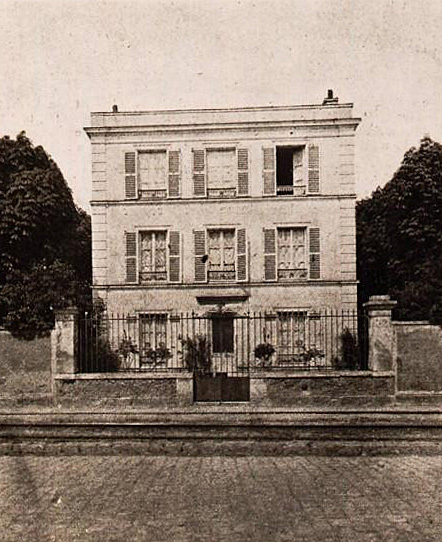
La maison de Bizet à Bougival (1900).

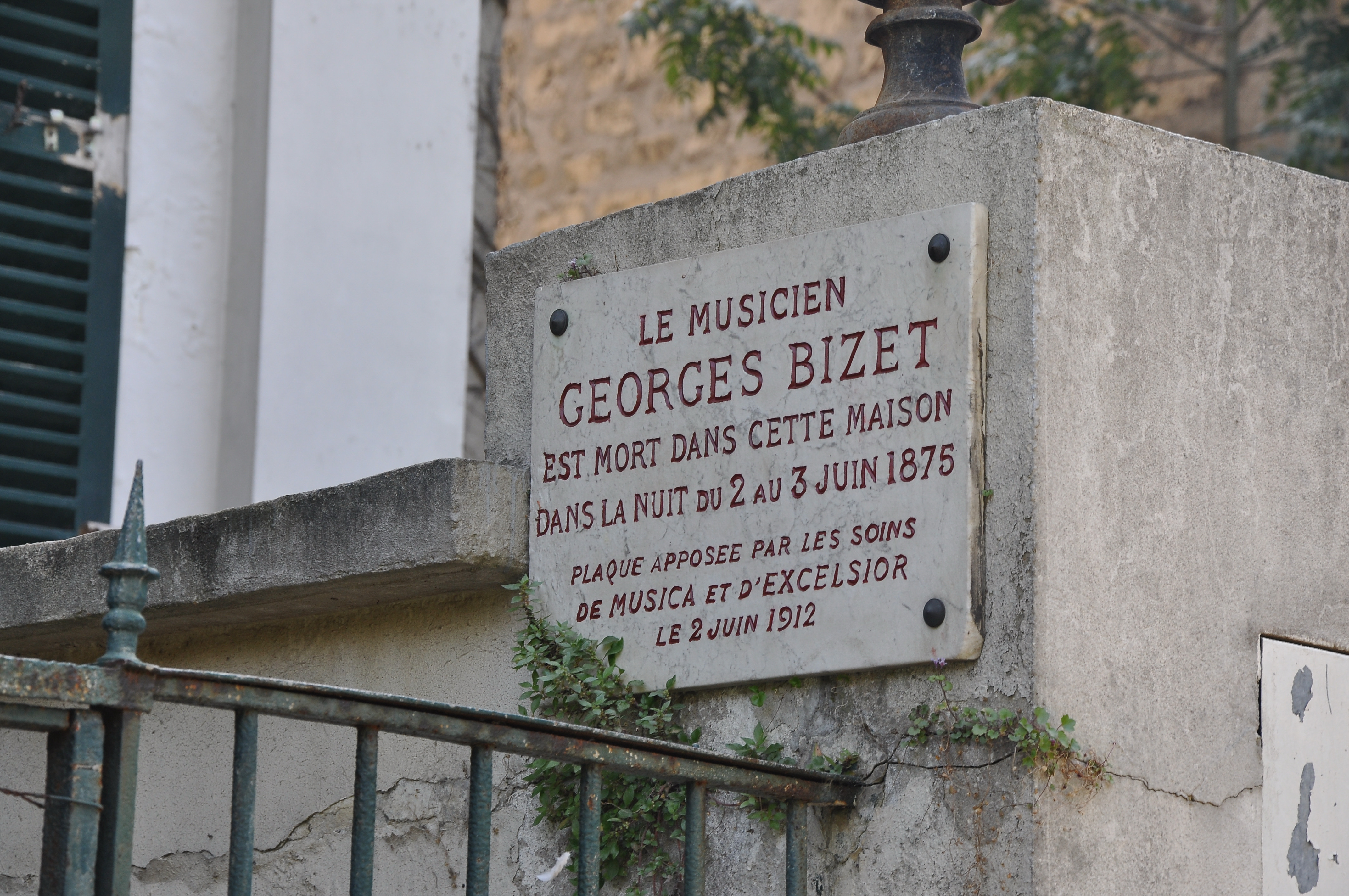
Plaque commémorative sur la maison de Bizet à Bougival.

En 1875, il s'installe dans le petit village de Bougival pour terminer l'orchestration de Carmen et honorer cette nouvelle commande de l'Opéra-Comique qui voulait « une petite chose facile et gaie, dans le goût de notre public avec, surtout, une fin heureuse » (cité par les Amis de Georges Bizet). Le musicien appréciait le calme du site au bord de la Seine.
Il faudra toute la ténacité de Bizet et de Ludovic Halévy, son librettiste, pour convaincre le directeur de l'Opéra-Comique d'accepter cet opéra si différent de ses aspirations.
Après trois mois de travail sans répit et 1 200 pages de partition, Carmen, son chef-d'œuvre, est prêt. Son livret est signé par Henri Meilhac et Ludovic Halévy qui ont déjà écrit les livrets des plus célèbres opéras-bouffes de Jacques Offenbach : La Belle Hélène, La Vie parisienne et La Périchole.
Bizet assiste à toutes les répétitions, qui se révèlent épuisantes : il se heurte aux chanteurs qui n'ont pas l'habitude de bouger en scène et de jouer leurs personnages avec le naturel que Bizet attend d'eux, aux musiciens qui trouvent cet opéra trop difficile et toujours à la mauvaise humeur du directeur, exaspéré par le thème de la pièce qu'il trouve indécent.

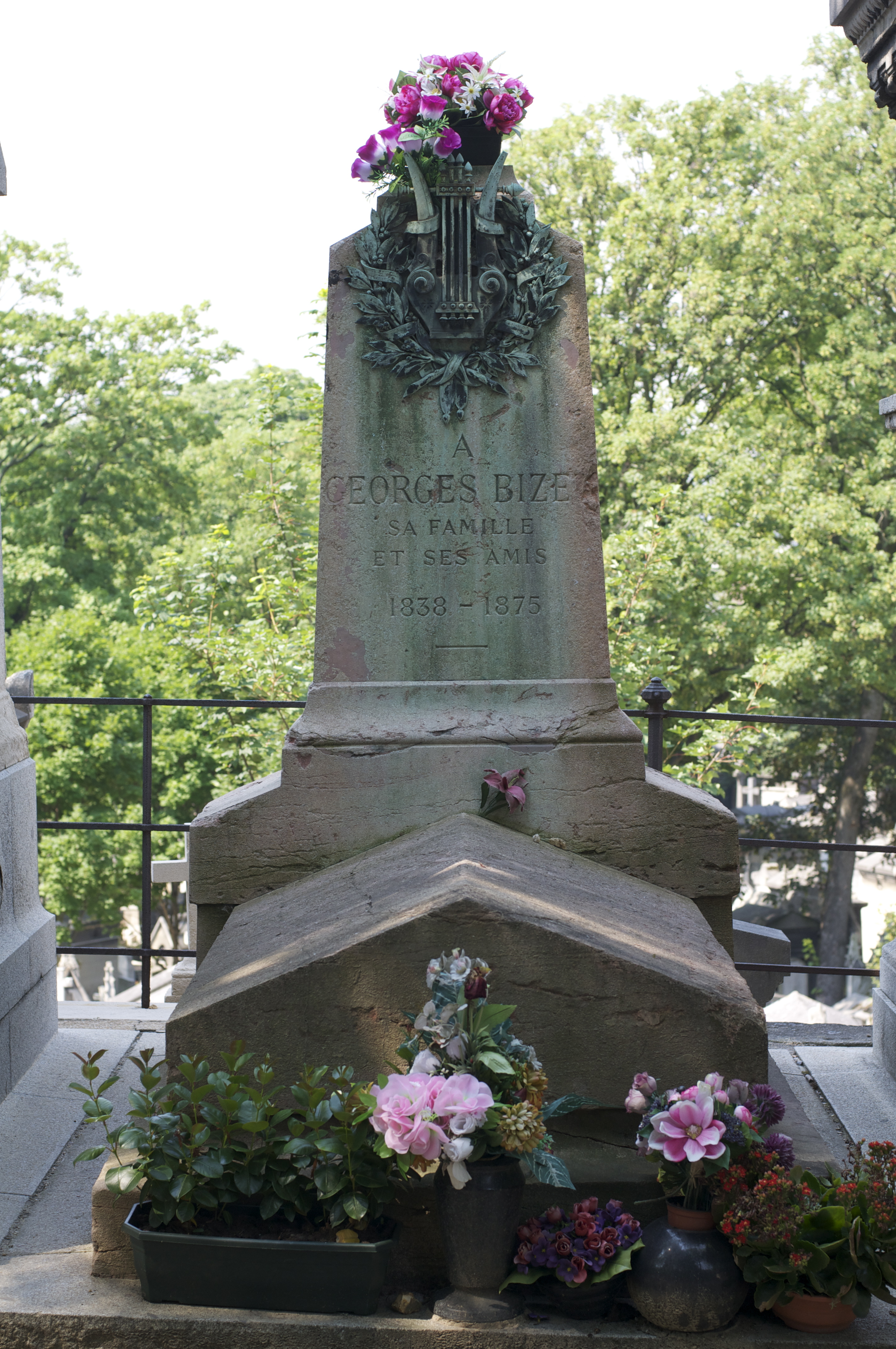
Tombe de Bizet au cimetière du Père-Lachaise.

Le 3 mars 1875, il est fait chevalier de la Légion d'honneur, le jour de la première de Carmen qui se révèle être un désastre. Les musiciens et les choristes sont médiocres, les changements de décor prennent un temps considérable si bien que la salle se vide peu à peu. Le public et la critique sont scandalisés par cette histoire sulfureuse, que la presse du lendemain condamne au nom de la morale. Bizet en est bouleversé.
Il contracte une angine, mais il décide, contre tous les avis, de se réfugier dans sa maison de Bougival.

Le 29 mai 1875, il se baigne dans l'eau glacée de la Seine et est pris dès le lendemain d'une crise aiguë de rhumatisme articulaire. Lors d'une représentation, Bizet a une rupture d’anévrisme au moment où Célestine Galli-Marié, chantant avec le « trio des cartes » au troisième acte, retournait 

« […] la carte impitoyable qui dit toujours : la mort ! »

Il meurt d'un infarctus à Bougival dans la nuit du 2 au 3 juin, à l'âge de 36 ans. Il est inhumé au cimetière du Père-Lachaise (division 68). Sur son lit de mort, il révèle à son épouse que Jean Reiter, l'enfant de leur bonne, est de lui, et non de son père, et fait promettre à Geneviève d'en prendre soin, et de garder la bonne à son service.
Le 10 juin est inauguré le tombeau érigé par l'architecte de l'Opéra Charles Garnier : un sarcophage recouvert d'un toit en bâtière est taillé dans la pierre rouge jurassienne de Sampans ; une stèle en forme de pyramide tronquée est ornée d'une lyre de bronze symbolisant son art, enlacée par une couronne de lauriers. Cette stèle porte le buste du compositeur, œuvre de Paul Dubois, qui est volé en novembre 2006. Restitué à la Ville de Paris, il a retrouvé sa place au sommet de la stèle à l'occasion d'une campagne de restauration menée en juin 2025.
Grâce à l'action de Jorge Chaminé, soutenu par des artistes comme Teresa Berganza et Plácido Domingo, une campagne de financement participatif est lancée en 2017 pour la sauvegarde de la maison de Bizet à Bougival, et la création du Centre européen de musique.

### Gloire deCarmen

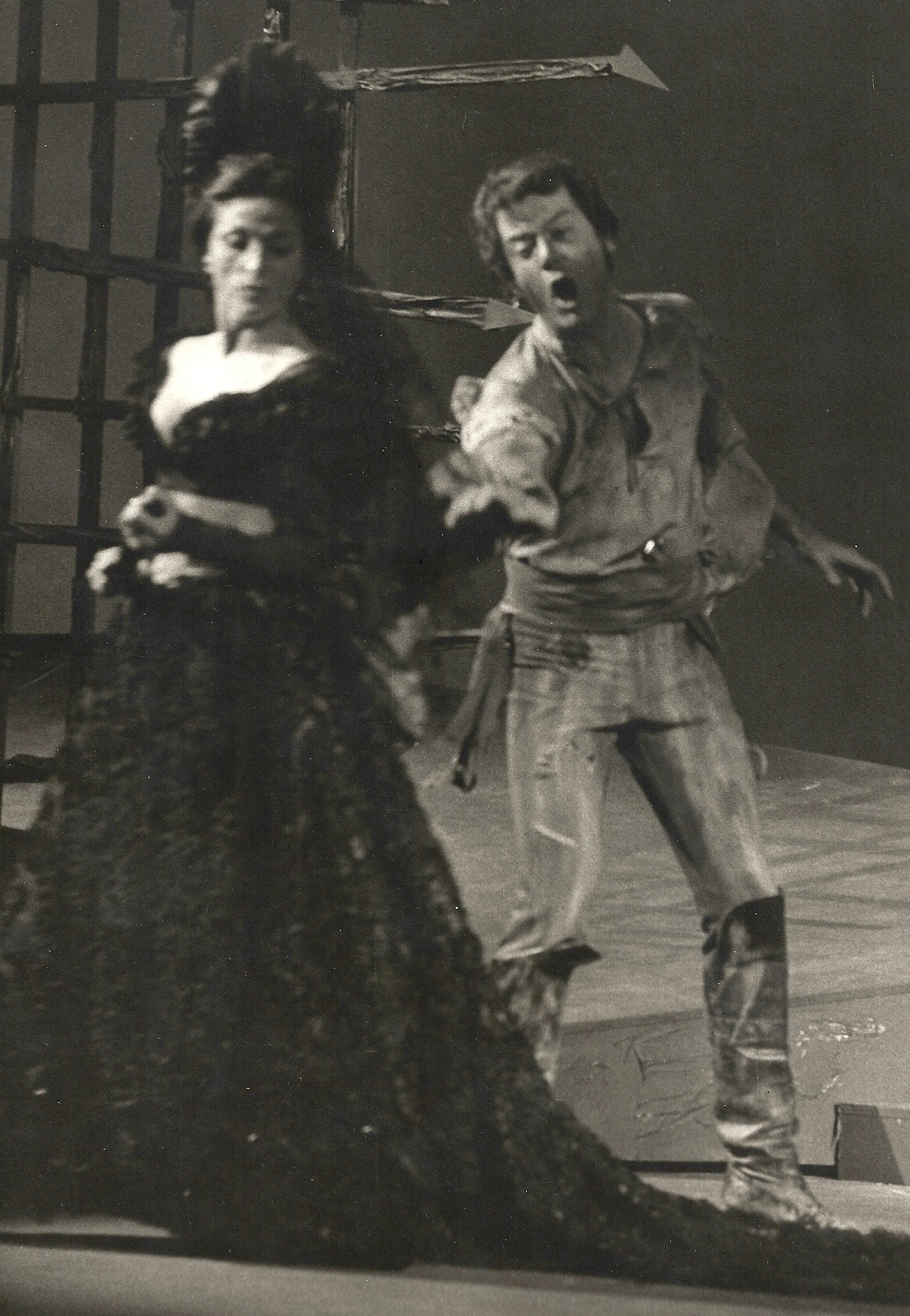
Carmen et Don José.

Le succès extraordinaire de Carmen tient à sa musique, « archétype de ce qui caractérise l'esprit et le style si particulier de la musique française : clarté, sonorités limpides, élégance diaphane, suggestion, articulation, lisibilité... » Il tient également à la très grande unité entre le livret et la musique, entre la dramaturgie et le chant. 

« Le premier coup de cymbales de l'ouverture contient toute la fulgurance d'un rayon de soleil acéré mais il fait luire aussi la pointe menaçante d'un couteau brandi. Le ton est donné. L'urgence est là. Elle conduit d'une façon implacable à la finalité de l'ouvrage, la fatalité de la mort. »

C'est, de son propre aveu, en s’inspirant du rythme et de la mélodie de la habanera El Arreglito de Sebastián Iradier que Bizet a composé, en 1875, L’amour est un oiseau rebelle. Éditée en 1863 dans un recueil intitulé Fleurs d'Espagne, El Arreglito, ou le « petit arrangement » en français de Sebastián Iradier détient de nombreux points communs avec le célèbre air de Bizet, écrit douze ans plus tard...
Son opéra Carmen, adapté de la nouvelle de Prosper Mérimée, est l'une des œuvres du répertoire les plus jouées et les plus enregistrées dans le monde. L'échec de l'œuvre lors de ses premières représentations tient principalement au rejet du sujet par le public de l'époque. Carmen est une femme sulfureuse, sans attaches, sans respect pour l'ordre établi, passant d'amant en amant, ayant pour seule morale et pour seules règles, sa liberté et son bon plaisir.
La critique musicale n'est, parfois, pas tendre non plus à l'époque. Le journal Le Gaulois écrit : « Monsieur Bizet appartient à l'école du civet sans lièvre ; il remplace par un talent énorme et une érudition complète, la sève mélodique ! »
Pour Camille du Locle, directeur de l'Opéra-Comique, « C'est de la musique cochinchinoise ; on n'y comprend rien ! »
Mais en Europe, après la mort de Bizet, la carrière de Carmen sera rapide. Le premier triomphe a lieu à Vienne dès le mois d'octobre 1875. Johannes Brahms, enthousiaste, assiste à vingt représentations. Richard Wagner et Friedrich Nietzsche furent, entre autres, des admirateurs de l'œuvre dont Tchaïkovski disait que « d'ici dix ans, Carmen serait l'opéra le plus célèbre de toute la planète. » La reine Victoria demande une représentation spéciale, ainsi que le tsar Alexandre II.

Il a fallu que Carmen connaisse le succès dans le monde entier et notamment aux États-Unis et en Russie pour que l'Opéra-Comique mette à nouveau à son répertoire cette œuvre : 

« Une histoire pure et limpide comme celle d'une tragédie antique, qui commence dans la naïveté d'une carte postale et s'achève dans le sang. »

— Jean-François Sivadier, metteur en scène

## Œuvres
Georges Bizet laisse environ 120 œuvres musicales. Pour la postérité, son nom reste associé à l'opéra Carmen, l'un des piliers du répertoire lyrique français et international ; à la suite d'orchestre L'Arlésienne, connue pour le thème de La Marche des rois et Li chevau frus, une chanson provençale du Moyen Âge ; à la Symphonie en ut majeur composée à l'âge de 17 ans et Jeux d'enfants.

### Lyrique
- David, cantate pour le Prix de Rome (1856)
- Le Docteur Miracle, opérette (1856)
- Clovis et Clotilde, cantate pour le Prix de Rome (1857)
- Don Procopio, opéra-bouffe (1858-59), créé en 1906
- Les Pêcheurs de perles, opéra (1863)
- La Prêtresse, opérette inachevée (1864)
- Ivan IV, opéra (1862-65) créé en 1946
- La Jolie fille de Perth, opéra (1866)
- La Coupe du roi de Thulé, opéra perdu (1868)
- Noé, opéra de Fromental Halévy achevé par Georges Bizet (1869)
- Clarisse Harlowe, opéra-comique inachevé (1870)
- Grisélidis, opéra inachevé (1870-71)
- Djamileh, opéra en un acte (1871)
- L'Arlésienne, musique de scène (1872) pour la pièce d'Alphonse Daudet. La partition a fait l'objet d'une adaptation en deux suites pour orchestre symphonique[31].
- Don Rodrigue, opéra inachevé (1873)
- Carmen, opéra-comique (1875) La partition a également été adaptée en deux suites d'orchestre.

### Musique pour orchestre
- Symphonie en ut majeur (1855)
- Ouverture en la (1855)
- Suite d'orchestre : scherzo et andante, marche funèbre (1860-1861)
- Marche funèbre (1868-69)
- Symphonie « Roma » ou Souvenirs de Rome (1860-68, révisée en 1871)
- Petite suite d'orchestre (« Jeux d'enfants »), suite orchestrale tirée des nos 2, 3, 6, 11 et 12 de la suite pour piano à quatre mains Jeux d'enfants (1872)
- L'Arlésienne, suite no 1 (1872) — La suite no 2 a été orchestrée après la mort du compositeur par Ernest Guiraud.
- Patrie, ouverture symphonique (1873)

### Musique pour piano
- Grande Valse de concert en mi bémol (1854)
- Nocturne en fa majeur (1854)
- Trois esquisses musicales (1858)
- Chants du Rhin (1865)
- Variations chromatiques de concert (1868)
- Nocturne en ré majeur (1868)
- Jeux d'enfants, douze pièces pour duo ou piano à quatre mains (1871)
- Thème brillant
- Valse en do majeur
- Quatre Préludes
- Caprice en do mineur
- Caprice en do majeur
- L'Arlésienne : Suite n° 1 et Suite n° 2
- Magasin des familles
- Venise
- Romance sans paroles
- Chasse fantastique
- Marine

### Musique chorale
- Valse en sol majeur, pour chœur mixte et orchestre (1855)
- La chanson du rouet, pour voix solo et chœur mixte (1857)
- Clovis et Clotilde, cantate (1857)
- Te Deum, pour soprano, ténor, chœur mixte et orchestre (1858)
- Vasco de Gama, ode-symphonie (1859-60)
- La mort s'avance, pour chœur mixte et orchestre (1869)

### Mélodies et arrangements

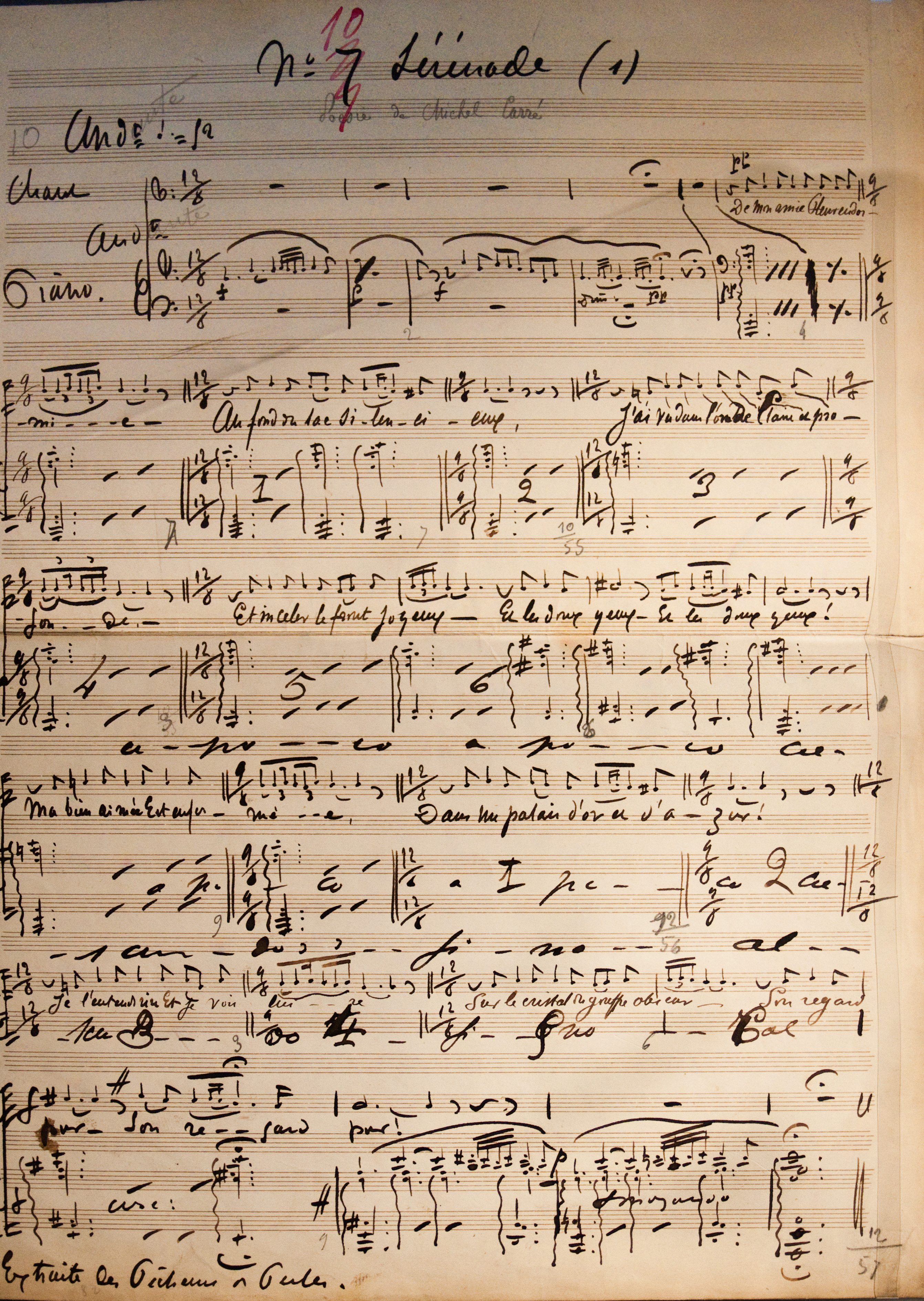
Manuscrit de Sérénade, 1874.

- Feuilles d'album, six chansons (1866) :
  - Adieu à Suzon, sur une poésie de Alfred de Musset
  - À une fleur, sur une poésie de Alfred de Musset
  - Guitare, sur une poésie de Victor Hugo
  - Le grillon, sur une poésie de Alphonse de Lamartine
  - Rose d'amour, sur une poésie de Charles-Hubert Millevoye
  - Sonnet, sur un poème de Pierre de Ronsard
- Chants des Pyrénées, six chansons folkloriques (1867) :
  - Connaissez vous ma bergère
  - De mes brebis la plus charmante
  - La haute montagne
  - Là-haut sur la montagne
  - Mon doux ami
  - Rossignolet
- Ouvre ton cœur (1860 ou 1873), probablement sur une poésie de Louis Michel James Lacour Delâtre (1815 - 1893)
- Vieille chanson (1865), sur une poésie de Charles-Hubert Millevoye
- Après l'hiver (1866), Adieu de l'hôtesse arabe (1866), La Coccinelle (1868), La Chanson du fou (1868) et ô, quand je dors (1870), sur des poésies de Victor Hugo
- Douce mer (1866), sur une poésie de Alphonse de Lamartine
- L'esprit saint (1869), (2 versions), sur une poésie anonyme
- Ma vie a son secret (1868), sur une poésie de Félix Arvers
- Berceuse sur un vieil air (1868), sur une poésie de Marceline Desbordes-Valmore
- Rêve de la bien-aimée (1868), sur une poésie de Louis de Courmont
- Pastorale (1868), sur une poésie de Jean-François Regnard
- Chanson d'avril (1870), sur une poésie de Louis-Hyacinthe Bouilhet
- Chant d'amour (1870), sur un poème d'Alphonse de Lamartine
- Absence (1870), (2 versions), sur une poésie de Théophile Gautier
- Tarentelle (1872), sur une poésie de Édouard Pailleron
- Vous ne priez pas (1872), (2 versions), sur une poésie de Casimir Delavigne
- Aubade (1873), sur l'air de Lovelace, extrait de l'acte 1 de son opéra-comique Clarisse Harlowe, nouveau texte de Paul Ferrier
- Aimons rêvons (1873), sur un extrait de son opéra La Coupe du roi de Thulé, nouveau texte de Paul Ferrier
- Conte (1873 ?), sur un extrait de l'acte 2 de son opéra-comique Grisélidis, nouveau texte de Paul Ferrier
- La Chanson de la rose (1873 ?), arrangement sur une œuvre de Bizet non identifiée, texte de Jules Barbier
- La Nuit (1873), sur un air extrait de son opéra-comique Clarisse Harlowe, nouveau texte de Paul Ferrier
- La Sirène (1873), sur l'air de La Sirène extrait de l'acte 2 de son opéra La Coupe du roi de Thulé, nouveau texte de Catulle Mendès
- N'oublions pas (1873 ?), probablement composé à partir de l'air de Paddock, extrait de l'acte 1 de son opéra La Coupe du roi de Thulé, nouveau texte de Jules Barbier
- Pourquoi pleurer ? (1873), sur un air composé pour Noé, opéra-comique de Fromental Halévy, texte de Henri de Saint Georges
- Qui donc t'aimera mieux ? (1873), sur un air composé pour Noé, opéra-comique de Fromental Halévy, texte de Henri de Saint Georges
- Si vous aimez (1873), sur un extrait de l'acte 1 de son opéra-comique Clarisse Harlowe, nouveau texte de Philippe Gille
- Voyage (1873), sur un duo, extrait de l'acte 2 de son opéra-comique Clarisse Harlowe, nouveau texte de Philippe Gille
- Le Doute (1873), sur un extrait de l'andante de la sa symphonie op. 2, texte de Paul Ferrier
- L'abandonnée (1873), (2 versions), composé à partir d'un extrait de son opéra-comique Grisélidis sur des textes de Philippe Gille ou Catulle Mendès
- Si vous aimez (1873 ?), sur un extrait de l'acte 1 de l'opéra-comique Clarisse Harlowe, nouveau texte de Philippe Gille
- Le Gascon (1873 ?), (2 versions), sur un air extrait de l'acte 2 de son opéra-comique Grisélidis, nouveau texte de catulle Mendès
- Pastel (1874), (2 versions), texte de Philippe Gille

### Écrits
- Lettres à un ami, 1865-1872[32]

## Discographie et vidéographie sélective

### Œuvres pour piano
- Premier Nocturne, Variations chromatiques - Glen Gould (1973, 1 CD Columbia)
- Intégrale de l'œuvre pour piano seul - Setrak (1996, 2 CD Harmonia Mundi HMA 1905223-24)
- Chants du Rhin - Jean-Marc Luisada (1999, 1 CD RCA + Fauré : Nocturne)
- Intégrale de l'œuvre pour piano seul - Julia Severus (2008 - 2009, 2 CD Naxos)

### Musique orchestrale
Les disques regroupent en général les suites de Carmen et de l’Arlésienne, parfois la Petite suite (Jeux d'enfants) et dans certains cas, la Symphonie en ut.
- Suites de Carmen no 1 & 2, Suites de l'Arlésienne no 1 & 2 - Orchestre des Concerts Lamoureux, dir. Igor Markevitch (décembre 1959, Philips Silver Line 420 863-2)
- Suites de l'Arlésienne no 1 & 2, Symphonie en ut - Royal Symphonic Orchestra, Orchestre National de la Radiodiffusion Française (Symphonie), dir. Sir Thomas Beecham (1956 & 1959, EMI 5 67231 2)
- Suite de Carmen, Petite Suite d'orchestre (Jeux d'enfants), Suites de l'Arlésienne no 1 & 2 - Orchestre de la Bastille, dir. Chung Myung-whun (mars 1991, DG 471 736-2)
- Symphonie en ut, Petite Suite d'orchestre, Suite de La Jolie Fille de Perth - Orchestre de la Suisse romande, dir. Ernest Ansermet (Decca 433 721-2)
- Symphonie "Roma" ; Marche funèbre ; Ouverture en la ; Ouverture « Patrie », op. 19 ; Petite suite, op. 22 ; Esquisse : Les quatre coins - RTE National Symphony Orchestra, dir. Jean-Luc Tingaud (Naxos 8.573344)

### Opéra

#### Les Pêcheurs de perles
- 1989 : Barbara Hendricks, John Aler, Gino Quilico, Chœurs* Et Orchestre Du Capitole De Toulouse* sous la direction de Michel Plasson -  EMI Digital

- 2014 : Parizia Ciofi, Dmitry Korchak, Dario Solari, Robert Tagliavini, Orchestra, Coro E Corpo di Ballo del Teatro Di San carlo, direction Gabriele Ferro. 1 DVD & Blu-ray Unitel classic
- 2017 : Gianandrea Noseda (dir.), Matthew Diamond (mise en scène), Diana Damrau, Leïla, Matthew Polenzani, Nadir, Mariusz Kwiecien, Zurga, Nicolas Testé, Nourabad, The Metropolitan Opera Orchestra and Chorus. 1 DVD & Blu-ray Warner Classics Erato.
- 2018 : Alexandre Bloch (dir), Julie Fuch (Leîla), Cyrille Dubois, (Nadir), Florian Sempey, (Zurga), Luc Bertin-Hugault, (Nourabad), Les cris de Paris, Orchestre National de Lille. 2 Super audio CD Pentatone. Diapason d'or, Choc de Classica.

#### Carmen
- 1975 : Tatiana Troyanos (Carmen), Placido Domingo (Don José), Kiri Te Kanawa (Micaela), José Van Dam (Escamillo), orchestre philharmonique de Londres sous la direction de Georg Solti - Decca

- 1978 : Teresa Berganza, Carmen, Placido Domingo, Don José, Ileana Cotrubas, Micaëla, Sherril Milnes, Escamillo, The Ambrosian Singers, London Symphony Orchestra, direction Claudio Abbado. 3 CD DGG
- 2003 : Angela Gheorghiu (Carmen), Roberto Alagna (Don José), Inva Mula (Micaela), Thomas Hampson (Escamillo), orchestre national du Capitole de Toulouse sous la direction de Michel Plasson, 2 CD EMI.
- 2008 : Anna Caterina Antonacci (Carmen), Jonas Kaufmann (Don José), Ildebrando D’Arcangelo (Escamillo), Norah Amsellem (Micaëla), Jean-Sébastien Bou (le Dancaïre) Chœur et Orchestre du Royal Opera House, Covent Garden, Antonio Pappano. Mise en scène : Francesca Zambello.- DVD Decca
- 2012 : Magdalena Kožená (Carmen), Jonas Kaufmann (Don José), Genia Kühmeier (Micaela), Kostas Smoriginas (Escamillo), Chor der Deutschen Staatsoper Berlin, Berliner Philharmoniker, Direction musicale par Sir Simon Rattle, 2 CD EMI.
- 2014 (représentation filmée en 2008): Vessilina Kasarova, Carmen, Jonas Kaufmann, Don José, Isabel Rey, Micaëla, Michele Pertusi, Escamillo, Chorus, Youth Corus Children Chorus, Orchester der Oper Zurich, staged by Mathias Martmann, conducted by Franz Welser-Most. 1 DVD & Blu-ray Decca

### Divers
- Portrait de Georges Bizet, extraits de Djamileh, Vasco de Gama, cantates, musique chorale, mélodies et musique pour piano, Multi-interprètes, Label Palazzetto Bru Zane, collection Portraits, Volume 6 - Février 2025.

## Hommages
« Aujourd'hui encore en France, on sait comprendre, deviner ces hommes rares et rarement satisfaits dont l'esprit est trop vaste pour ne pas se sentir à l'étroit dans n'importe quel patriotisme, qui savent aimer le sud au nord et le nord au sud, — ces médi-terranéens-nés, ces bons européens . — C'est pour eux que Bizet a composé sa musique, Bizet, le dernier génie qui ait su découvrir une beauté et une séduction nouvelles, qui ait gagné à la musique un fragment du sud »

— Friedrich Nietzsche, Par-delà le bien et le mal (1886), Œuvres Philosophiques complètes, Gallimard 1971, p. 176.

« Enfin Patrie ! ouverture de Bizet. Comme nous sommes cultivés ! Il avait trente-cinq ans lorsqu'il écrivit cette œuvre, une œuvre longue et très dramatique, — je voudrais que vous entendiez comme ce petit bonhomme se fait héroïque… Écco ! Où peut on trouver nourriture plus substantielle… »

— Nietzsche, lettre à Peter Gast datée du 2 décembre 1888.
Le Conservatoire à rayonnement communal du 20e arrondissement de Paris porte son nom. Dans le 16e arrondissement, la rue Georges-Bizet porte son nom.
Une place à Anderlecht (Bruxelles) porte son nom.
Éric-Emmanuel Schmitt rend hommage à Georges Bizet dans le spectacle musical Le Mystère Bizet.
Un prix Georges Bizet est créé au début du XXe siècle par Geneviève Halévy, son ancienne épouse. Destiné à un compositeur âgé de moins de 40 ans, il est décerné pour la première fois en 1931. Ce prix est ensuite remis par l'Académie des beaux-arts.

## Décorations
- Chevalier de la Légion d'honneur en 1875[37]

#### Bases de données et dictionnaires
- Ressources relatives à la musique :   - International Music Score Library Project
  - AllMusic
  - Bait La Zemer Ha-Ivri
  - Carnegie Hall
  - Discography of American Historical Recordings
  - Discogs
  - Grove Music Online
  - MGG Online
  - MusicBrainz
  - Musopen
  - Muziekweb
  - Projet Mutopia
  - Répertoire international des sources musicales
  - Songkick
  - VGMDb
- Ressources relatives à l'audiovisuel :   - AllMovie
  - Allociné
  - American Film Institute
  - Filmportal
  - IMDb
- Ressources relatives au spectacle :   - Archives suisses des arts de la scène
  - Les Archives du spectacle
  - Internet Broadway Database
- Ressources relatives à la recherche :   - Bibliothèque interuniversitaire de santé
  - Isidore
- Ressources relatives aux beaux-arts :   - AGORHA
  - British Museum
- Ressource relative à la santé :   - Bibliothèque interuniversitaire de santé
- Ressource relative à plusieurs domaines :   - Radio France
- Ressource relative à la vie publique :   - base Léonore
- Notices dans des dictionnaires ou encyclopédies généralistes :   - Britannica
  - Brockhaus
  - Den Store Danske Encyklopædi
  - Deutsche Biographie
  - Gran Enciclopèdia Catalana
  - Gran Enciclopedia de Navarra
  - Hrvatska Enciklopedija
  - Internetowa encyklopedia PWN
  - Nationalencyklopedin
  - Proleksis enciklopedija
  - Store norske leksikon
  - Treccani
  - Universalis
  - Visuotinė lietuvių enciklopedija
- Notices d'autorité :   - VIAF
  - ISNI
  - BnF (données)
  - IdRef
  - LCCN
  - GND
  - Italie
  - Japon
  - CiNii
  - Espagne
  - Pays-Bas
  - Pologne
  - Israël
  - NUKAT
  - Catalogne
  - Suède
  - Vatican
  - Canada
  - WorldCat